# 오쿠보 유
오쿠보 유(일본어: 大久保 優, 1997년 5월 17일~)는 일본의 축구 선수이다.

## 구단 경력
그는 2020년 J3리그의 가이나레 돗토리에 입단했다. 2023년까지 71경기에 출전하여, 13득점을 넣었다.